# Atelier de Jeanne et Richard de Montbaston

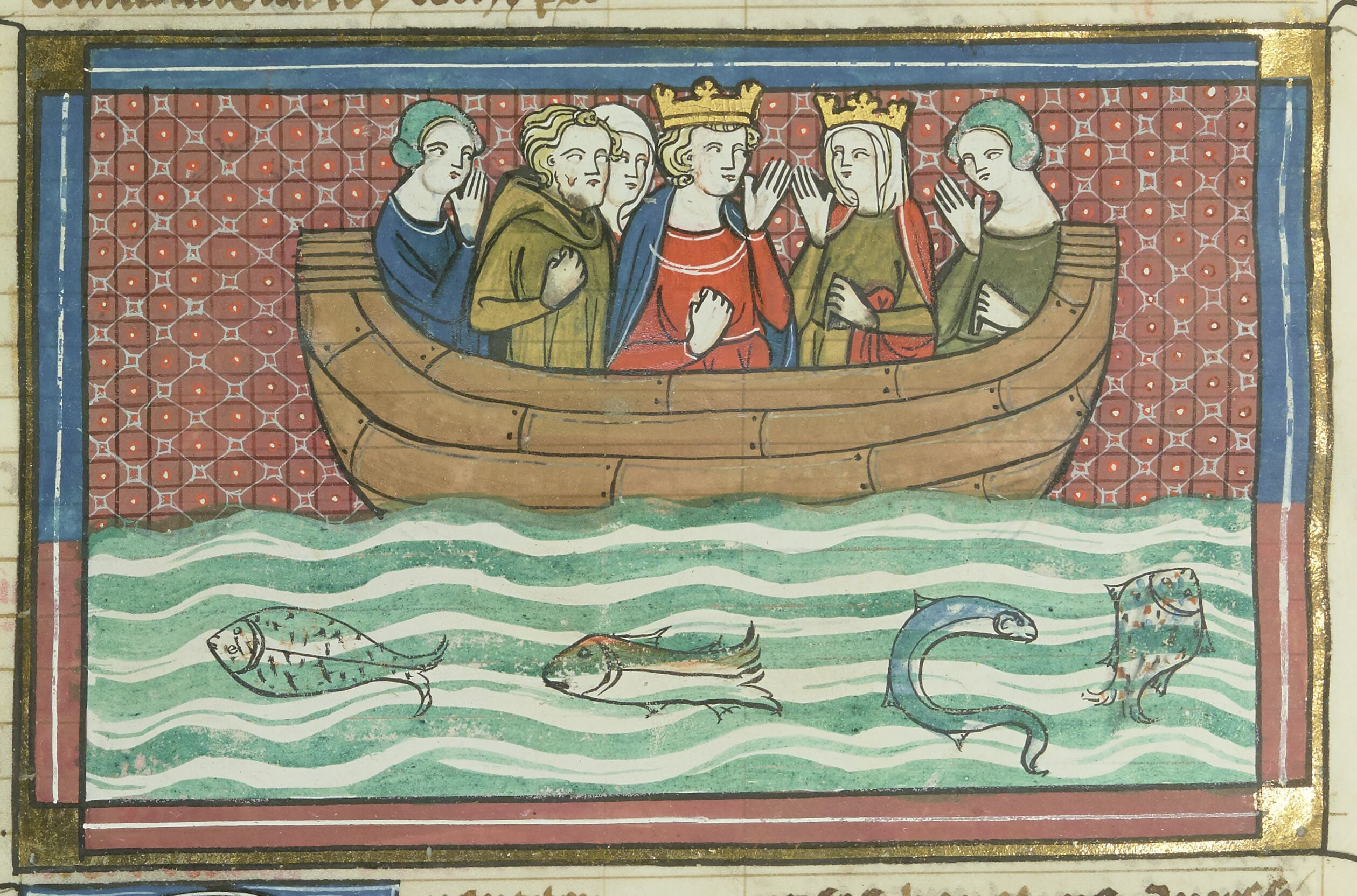
Richard Cœur de Lion naviguant, 1337, atelier de Richard de Montbaston.

Richard de Montbaston est un copiste parisien de la fin du XIVe siècle. De son atelier, sortit en particulier le Roman de la rose, enluminé par son épouse, Jeanne.
Ayant prêté le serment des libraires en 1338, Richard de Montbaston est mentionné comme « libraire » dans le colophon de la Vie des saints. En revanche, sa femme, Jeanne, elle, prête le serment des libraires en 1353 comme illuminatrix et libraria, ce qui a donné lieu à des spéculations selon lesquelles si Richard avait le titre de copiste et était bien le propriétaire de l’atelier, il serait impossible de lui attribuer les enluminures de ses manuscrits et qu’on les devrait à sa femme, Jeanne, bien que son travail ne soit documenté dans aucun manuscrit survivant.